# Puccinia viatica
Puccinia viatica ist eine Ständerpilzart aus der Ordnung der Rostpilze (Pucciniales). Der Pilz ist ein Endoparasit des Korbblütlers Porophyllum punctatum. Symptome des Befalls durch die Art sind Rostflecken und Pusteln auf den Blattoberflächen der Wirtspflanzen. Sie ist ein Endemit Mexikos.

## Merkmale

### Makroskopische Merkmale
Puccinia viatica ist mit bloßem Auge nur anhand der auf der Oberfläche des Wirtes hervortretenden Sporenlager zu erkennen. Sie wachsen in Nestern, die als gelbliche bis braune Flecken und Pusteln auf den Blattoberflächen erscheinen.

### Mikroskopische Merkmale
Das Myzel von Puccinia viatica wächst wie bei allen Puccinia-Arten interzellulär und bildet Saugfäden, die in das Speichergewebe des Wirtes wachsen. Ihre Spermogonien und Aecien sind unbekannt. Die unterseitig auf den Wirtsblättern wachsenden Uredien des Pilzes sind gelbbraun. Ihre hell goldbraunen Uredosporen sind 24–28 × 22–25 µm groß, kugelig bis breitellipsoid und stachelwarzig. Die blattunterseitig wachsenden Telien der Art sind schwarzbraun und pulverig. Die kastanienbraunen Teliosporen sind zweizellig, in der Regel breitellipsoid, runzlig und 36–42 × 23–29 µm groß. Ihre Stiele sind farblos und bis zu 42 µm lang.

## Verbreitung
Das bekannte Verbreitungsgebiet von Puccinia viatica umfasst lediglich das mexikanische Jalisco.

## Ökologie
Die Wirtspflanze von Puccinia viatica ist Porophyllum punctatum. Der Pilz ernährt sich von den im Speichergewebe der Pflanzen vorhandenen Nährstoffen, seine Sporenlager brechen später durch die Blattoberfläche und setzen Sporen frei. Die Art durchläuft einen makrozyklischen Entwicklungszyklus, von dem bislang nur Telien und Uredien sowie deren Wirt bekannt sind; Spermogonien und Aecien konnten ihr nicht zugewiesen werden.